# Пайойо
Сиренето пайойо (на испански: queso payoyo или queso de cabra payoya) е вид сирене, произведено от млякото на кози пайойя и овце мерина гразалемьена във Вилялуенга дел Росарио и други райони на Сиера де Гразалема, провинция Кадис, Испания. Започва да се произвежда през 1997 г. и оттогава се превръща във важен испански деликатес.   Терминът payoyo е демоним на Вилялуенга дел Росарио.
През 1986 г., десет години преди името „сирене пайойо“ да бъде популяризирано от Queso Payoyo SL, производството на същия вид сирене започва в близкото село Ел Боске от компанията El Bosqueño.  През 2016 г. сиренето пайойо на El Bosqueño завърши на трето място на Световните награди за сирене. През 2018 г. La Pastora de Grazalema, друга марка сирене пайойо, е класирана под №1 в категорията „най-добри смесени млечни сирена“ на Salón de Gourmets, IFEMA, Мадрид.
Сирената пайойо се разпространяват в цяла Испания и се изнасят в страни като Обединеното кралство, Съединените щати, Южна Корея, Япония, Италия, Швеция и Белгия. Носители са на редица престижни национални и международни награди.